# Delias nysa
Delias nysa är en fjärilsart som först beskrevs av Fabricius 1775.  Delias nysa ingår i släktet Delias och familjen vitfjärilar. Inga underarter finns listade i Catalogue of Life.

## Bildgalleri

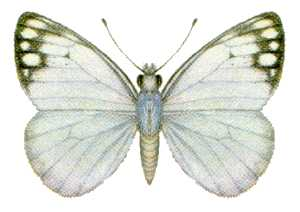